# Howl (2015)
Howl is een Britse direct-naar-video horrorfilm uit 2015, geregisseerd door Paul Hyett.

## Verhaal
Een trein vertrekt vanuit Londen tijdens een stormachtige nacht voor zijn laatste rit. Midden in een bos maakt de trein een noodstop omdat de machinist denkt iets geraakt te hebben. De stilgevallen trein wordt aangevallen door weerwolven.

## Rolverdeling
- Ed Speleers -  Joe
- Holly Weston -  Ellen
- Sean Pertwee - treinmachinist Tony
- Shauna Macdonald - Kate
- Elliot Cowan - Adrian
- Amit Shah - Matthew
- Sam Gittins - Billy
- Rosie Day - Nina
- Duncan Preston - Ged
- Ania Marson - Jenny
- Calvin Dean - Paul
- Brett Goldstein - David
- Ryan Oliva - weerwolf
- Robert Nairne - weerwolf
- Ross Mullan - weerwolf